# Florida State Road 826
Die Florida State Road 826 ist eine State Route im US-Bundesstaat Florida, die fast vollständig autobahnähnlich ausgebaut und lokal auch als Palmetto Expressway bekannt ist. Sie führt auf einer Länge von gut 48 Kilometern von Pinecrest nach Sunny Isles Beach innerhalb des Miami-Dade County. Die Straße wird vom Florida Department of Transportation (FDOT) betrieben.

## Streckenverlauf
Die SR 826 beginnt in Pinecrest, südwestlich von Miami, wo sie vom U.S. Highway 1 abzweigt, und kreuzt anschließend die State Road 94. Nachdem sie danach den Snapper Creek Expressway (SR 878) kreuzungsfrei unterquert, kreuzt sie die State Road 986. In ihrem weiteren Verlauf in Richtung Norden mündet der Don Shula Expressway (SR 874) in die State Road; diese kreuzt anschließend nacheinander die State Roads 976, 90 (U.S. 41), 968, 836, 948, 934, den U.S. Highway 27 und die State Road 932. Danach zweigt an einem Autobahnkreuz die State Road 924 und die Interstate 75 ab, bevor die Straße bei Miami Lakes in einem Rechtsbogen nach Osten verläuft. Schließlich kreuzt die Straße die State Roads 823 und 817, bevor sie auf die Golden Glades Interchange, 8 km nördlich von Miami, trifft und hier ihre Eigenschaft als Expressway verliert. Anschließend führt sie auf ihren letzten 10 km als normale Stadtstraße weiter über North Miami Beach nach Sunny Isles Beach, wo sie auf die State Road A1A trifft und endet.

## Geschichte

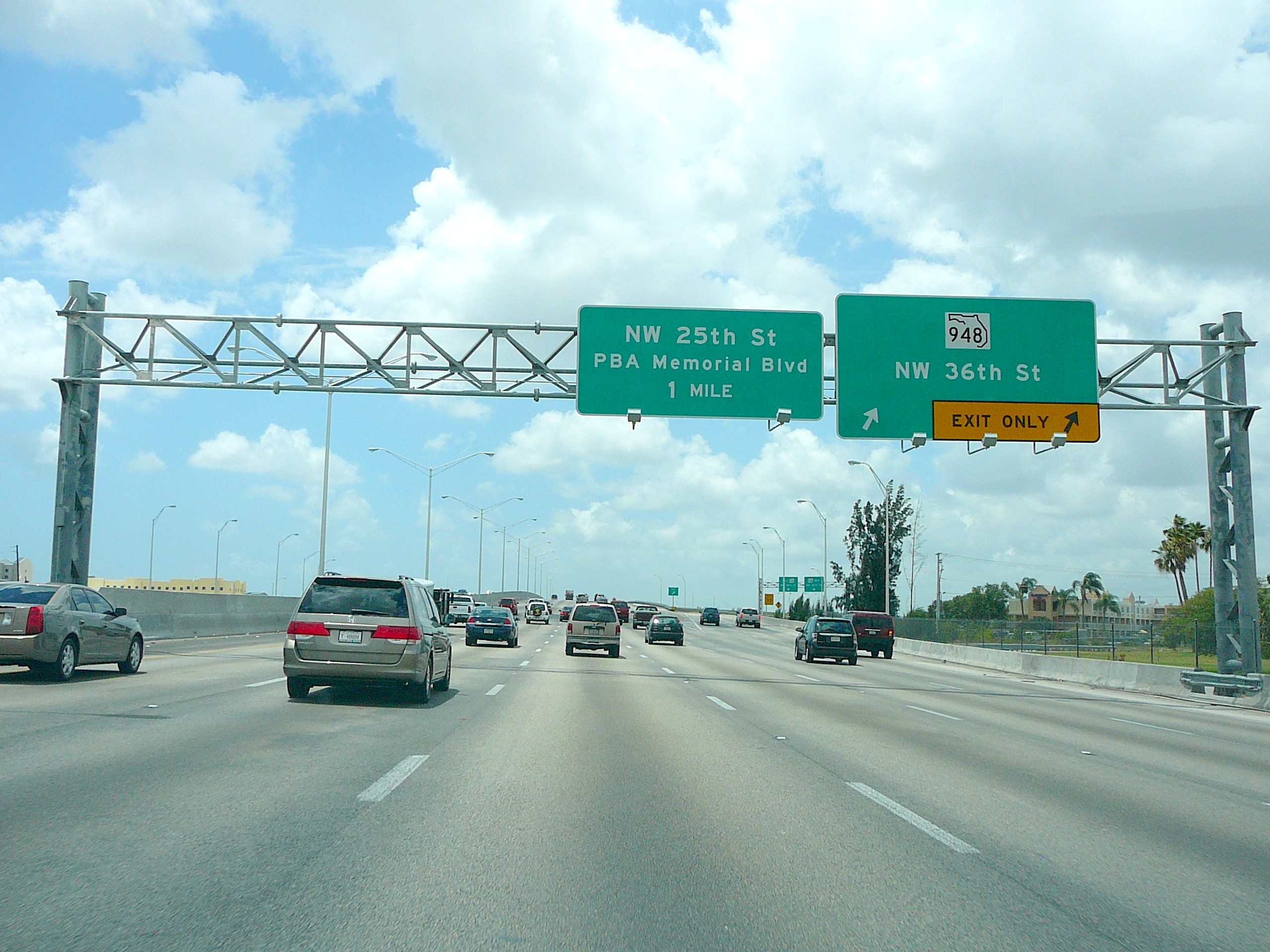
Die Schnellstraße in südlicher Richtung bei der Ausfahrt zur SR 948 nahe Doral

Im Jahr 1956 wurden mehrere Pläne zur Errichtung eines Schnellstraßennetzes im Miami-Dade County vorgestellt, darunter auch der Palmetto Expressway. Unter der Leitung des FDOT begann 1958 schließlich der Bau der Straße. Dabei mussten viele Landbesitzer ihren Besitz zugunsten der neuen Schnellstraße abtreten.
Im Juni 1961 wurde die Schnellstraße bei Baukosten von etwa 30 Millionen US-Dollar eröffnet. Damit war die Straße (abgesehen vom Florida’s Turnpike) der erste Expressway, der im Miami-Dade County eröffnet wurde. Die Fertigstellung des Palmetto Expressway war neben dem Bau der Interstate 95 der Grundstein zur Errichtung der Golden Glades Interchange, die zudem der südliche Endpunkt des Turnpike ist und auch vom U.S. Highway 441 sowie den State Roads 7 und 9 passiert wird.
Der Expressway, der in der Anfangszeit meist noch durch ländliches Gebiet führte, trug mit den Jahren zur Urbanisierung der Gegend im Großraum Miami bei. Dabei wurden insbesondere in den 1970er Jahren aufgrund des zunehmenden Verkehrsaufkommens mehrere Anschlussstellen zu Kreuzen ausgebaut. 1974 wurde weiter im Norden und Westen als Entlastung der Schnellstraße schließlich die Homestead Extension (SR 821) erbaut, die in einem Abstand von rund 6 km in einem noch weiteren Bogen um Miami herumführt und somit sozusagen eine Tangente der Tangente darstellt.